# 樊深 (明朝)
樊深（1501年—1576年），字希淵，號西田，直隸大同中屯衛軍籍，明朝政治人物。

## 生平
嘉靖七年（1528年）戊子科順天鄉試第七名舉人，嘉靖十一年（1532年）中式壬辰科第三甲第二百一十五名進士。觀工部政，授蘇州府推官。嘉靖十六年十二月选授户科給事中，历左右給事中、兵科都給事中，嘉靖二十年十月通政司右參議，二十二年十二月升右通政，进左通政。嘉靖二十九年（1550年）四月升通政使，俺答逼近都城。六月他建议御寇七事，其中说仇鸾养寇要功，世宗宠信仇鸾，立斥罷樊深为民。
穆宗嗣位，起复原官。隆慶元年（1567年）四月陞刑部右侍郎，十月进左侍郎，二年正月被御史王廷瞻弹劾，以年老令致仕。万历四年，卒于家。

## 著作
《涟漪亭稿》十卷。

## 家族
曾祖樊謙，壽官；祖樊資，義官；父樊景時，義官；母潘氏。具慶下，妻徐氏，弟潛（義官）。